# L'Appennino

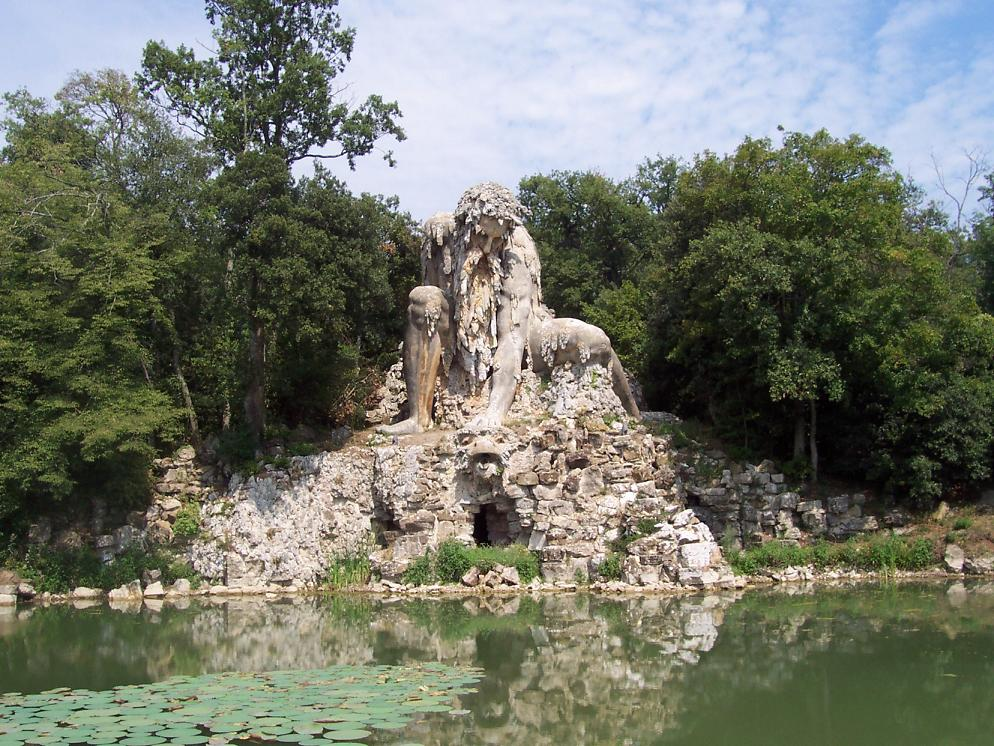
De Appennino

L'Appennino of de Colosso dell'Appennino (reus van de Appenijnen) is een reusachtige sculptuur van Giambologna uit 1579-83, half man half berg. De ingenieur Bernardo Buontalenti had hem uitgerust met allerlei wonderlijke automaten. Hij bevindt zich in de tuin van de Villa di Pratolino in Vaglia, Toscane (het grootste park van de Medici, aangelegd door Francesco I de' Medici vanaf 1568).

## Thema
De oude bronnen zien in de figuur zowel een personificatie van de Apennijnen als de Romeinse god Jupiter. Mogelijk inspireerde Giambologna zich voor de uitwerking op illustraties bij het Atlasverhaal van Ovidius (Metamorfosen, boek IV) of op het megalomane Athosproject van Dinocrates. De actieve participatie door de toeschouwer lijkt beïnvloed door de gigant bij de Egyptische piramide, vermeld in het curieuze werk Hypnerotomachia Poliphili (1499).
Eerder had Bartolomeo Ammannati een bibberende Appennino gemaakt voor de Medicivilla in Castello.

## Beschrijving
De groteske creatie van Giambologna behoort tot het maniërisme. Zijn hurkende, elf meter hoge reus druipt van de algen en modder. Door dit kunstig aangebrachte stucwerk, vroeger beschilderd, lijkt het of de reus net uit het meertje is gekomen. Dit effect werd nog versterkt doordat er effectief water over het lichaam vloeide. Tot het einde van de 18e eeuw was hij omgeven door een kunstmatige rotsnis en een laurierlabyrint. Binnenin de reus volgen de grotten elkaar op over meerdere verdiepingen. Ze bevatten twee fonteinen uit schelpmozaïeken en schilderijen over het herdersleven, de mijnbouw en de metallurgie. Hydraulisch aangedreven automaten, waaronder waterorgels, zorgden voor vertier (scherzi d'acqua). Bezoekers die op een bepaalde tegel stapten, kregen een waterstraal over zich heen. Het monster onder de linkerhand van de reus spuwt water uit een ondergronds stroompje en uit de neusgaten ervan kon naar verluidt rook worden geblazen. De hoogste grot, in het hoofd, diende als uitkijkpunt en concertzaaltje.
De draak aan de achterzijde werd toegevoegd door Giovanni Battista Foggini.

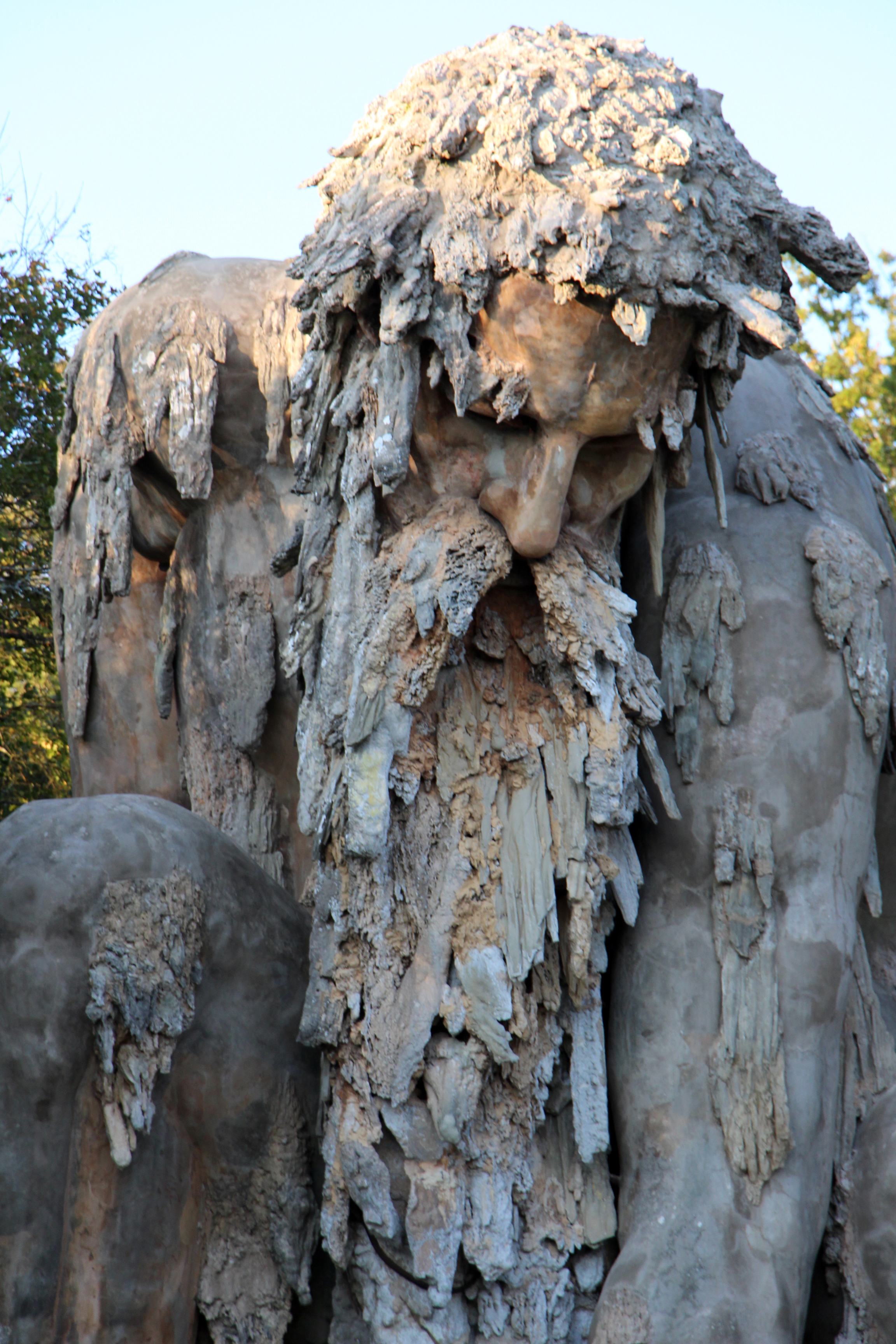
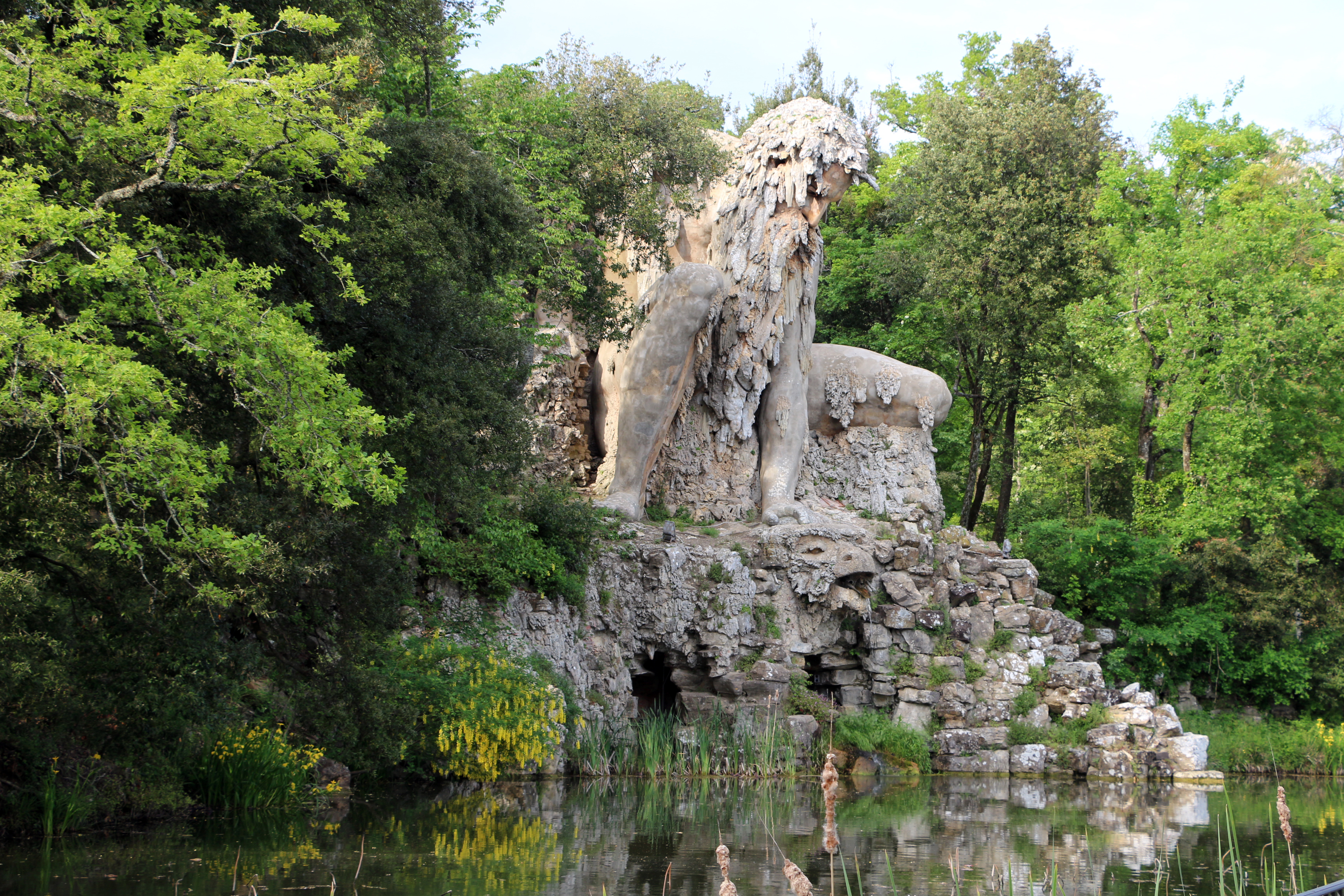
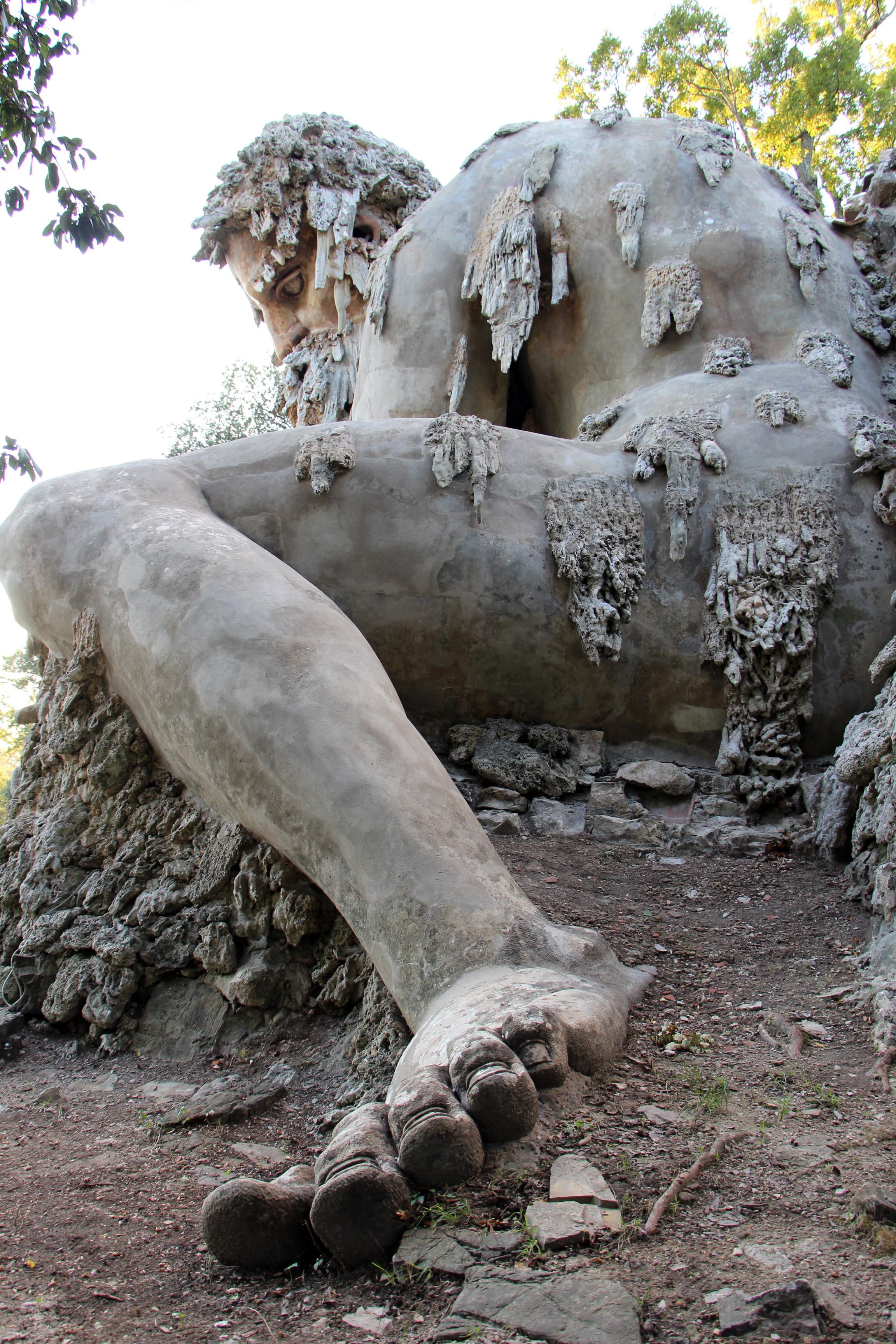
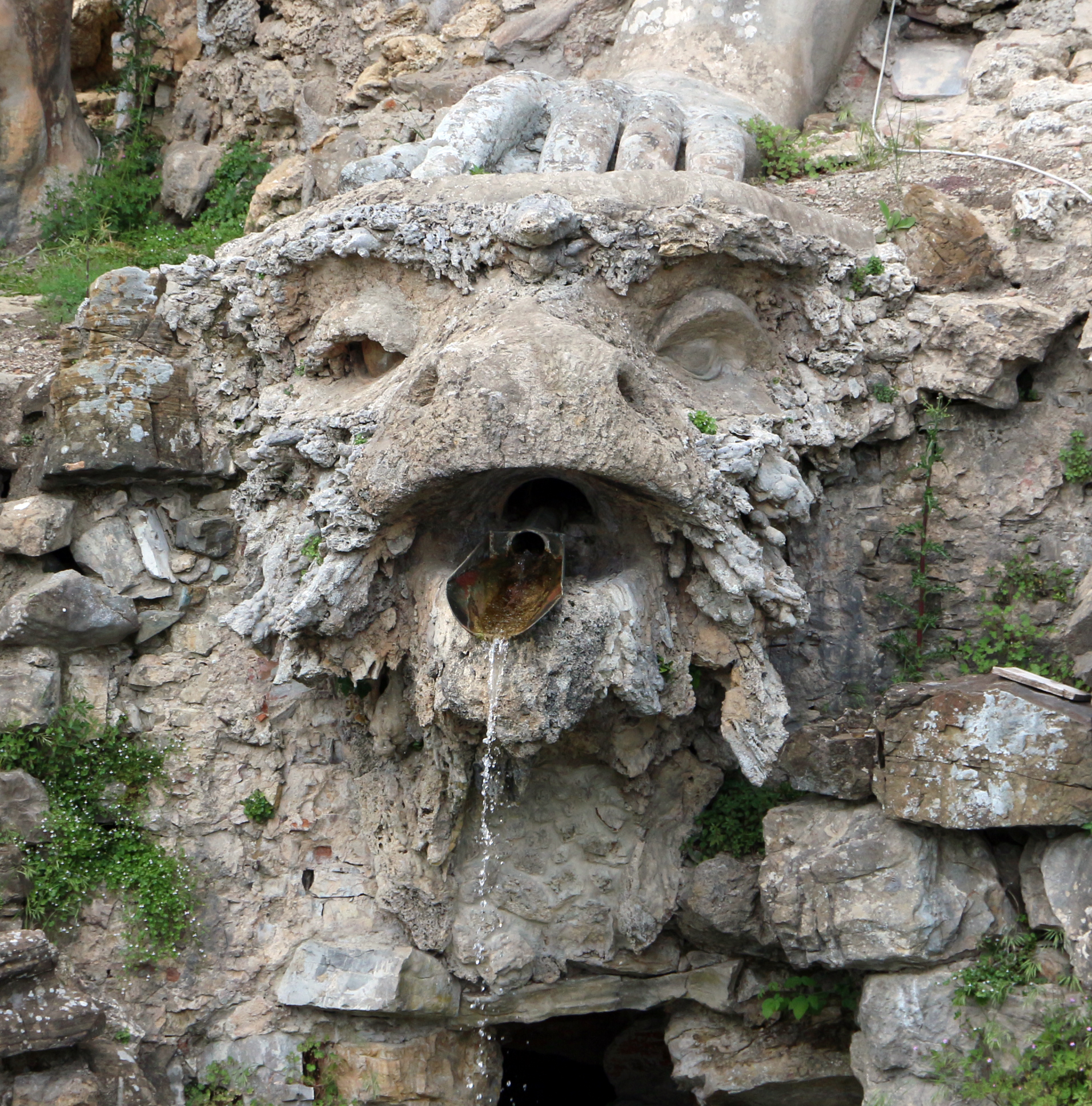
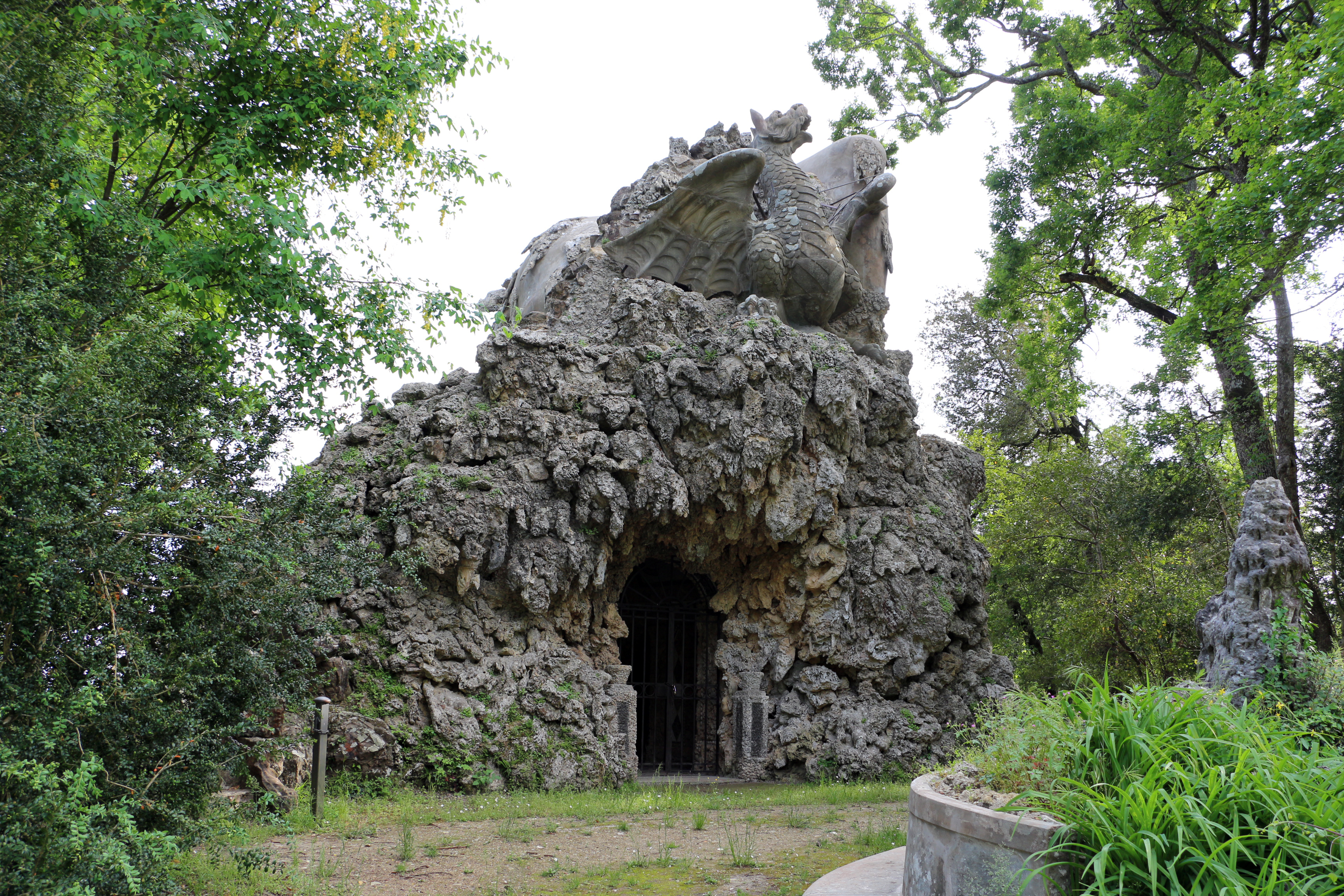
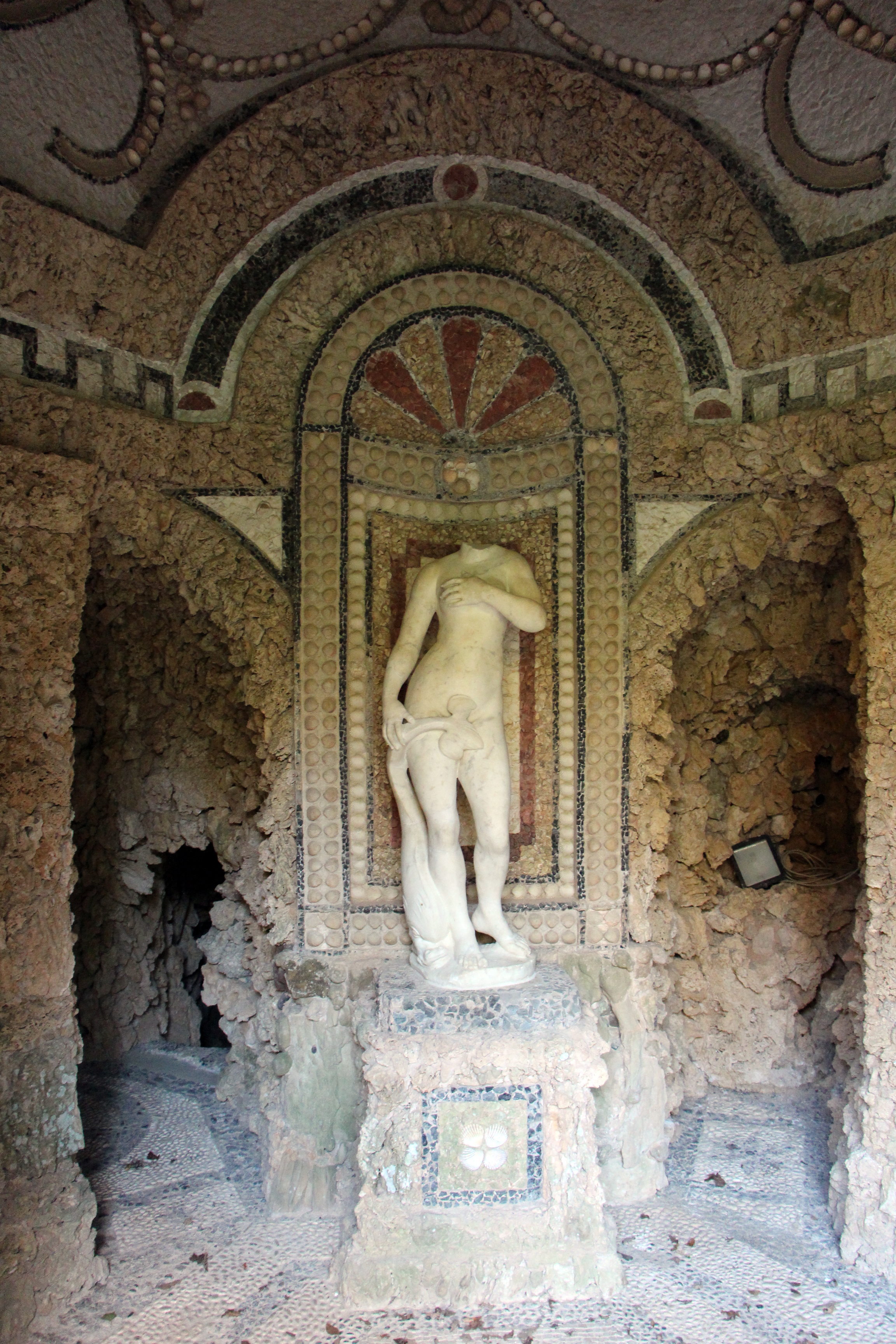

## Invloed en waardering
Michel de Montaigne bezocht de Appennino tijdens de creatie en vermeldde hem in zijn reisdagboek. Hij was gefascineerd door het groteske en noemde de grotten beter dan alles wat hij ooit gezien had (met inbegrip van de fameuze Villa d'Este).
Een oud Italiaans vers suggereert dat de reus veel befaamder zou zijn als hij zich niet in een afgelegen park bevond: Giambologna fece l’Appennino / ma si pentì d’averlo fatto a Pratolino ("Giambologna maakte de Appennino / maar betreurde dat hij hem in Pratolino had gemaakt").
Een replica van de colossus bevindt zich in het Nederlandse Mondo Verde.

## Voetnoten
1. ↑  Luke Morgan, The Monster in the Garden. The Grotesque and the Gigantic in Renaissance Landscape Design, University of Pennsylvania Press, 2015, blz. 14
2. ↑  Journal de voyage en Italie: "En men bouwt het lichaam van een reus, die drie ellen breed is voor de opening van een oog, het overige gelijk geproportioneerd, van waar een overvloedige fontein zal stromen".
3. ↑  Il y a de miralculeus, une grotte à plusieurs demures & pieces : cete partie surpasse tout ce que nous ayons jamais veu ailleurs. Elle est encroutée & formée partout de certene matiere qu’ils disent estre apportée de quelques montagnes, & l’ont cousue à tout des clous imperceptiblemant. Il y a non sulemant de la musicque & harmonie qui se faict par le mouvemant de l’eau, mais encore le mouvemant de plusieurs statues & portes à divers actes, que l’eau esbranle, plusieurs animaus qui s’y plongent pour boire, & choses samblables. À un sul mouvemant, toute la grotte est pleine d’eau, tous les sieges vous rejallissent l’eau aus fesses ; &, fuiant de la grotte, montant contremont les eschaliers du chateau, il sort d’eus en deus degrés de cet eschalier, qui veut donner ce plesir, mille filets d’eau qui vous vont baignant jusques au haut du logis. La beauté & richesse de ce lieu ne se peut représenter par le menu.